# Альошин Валентин Григорович
Валентин Григорович Альошин (1942—1989) — український фізик, спеціаліст з електронної структурі кристалів і фізико-хімії поверхні твердих тіл. Лауреат Державної премії УРСР у галузі науки і техніки (1980), Державна премія СРСР (1985), Премії НАНУ ім. М. П. Барабашова (1992).

## Біографія
Народився 7 березня 1942 року в місті Джамбул (нині Тараз) в Казахстані. 1965 року закінчив Ленінградський університет.
Від 1969 працював в Інституті металофізики АН УРСР молодшим науковим співробітником (до 1973), а потім старшим науковим співробітником (1973—1979). У 1979—1981 роках працював начальником лабораторії Всесоюзного проєктного НДІ енергетичних технологій. У 1981—1982 роках був начальником лабораторії в НДІ «Сатурн». Від 1982 працював в Інституті надтвердих матеріалів АН УРСР завідувачем лабораторією (1982—1984), а потім завідувачем відділу (1984—1989).
Помер 13 липня 1989 року в Києві.

## Наукові результати
Головна тематика досліджень Валентина Альошина — електронна структура кристалів і фізико-хімія поверхні твердих тіл. Він досліджував властивості поверхонь твердих тіл, застосовуючи теоретичні й експериментальні методи, вивчаючи фотоемісійні властивості та електронну структури поверхні.
Він є одним із співавторів відкриття неокиснених форм простих речовин у поверхневому шарі частинок місячного реголіту. Методами електронної та іонної спектроскопії він визначив вплив різних видів хімічної і фізичної обробки на склад поверхні алмазу й кубічного нітриду бору.

## Відзнаки
- Премія НАН України для молодих учених за цикл робіт «Изучение пентацианидных комплексов железа современными физическими методами» (1975)[2].
- Державної премії УРСР у галузі науки і техніки за дослідження елементарних збуджень у металах методами рентгенівської, мікроконтактної, тунельної, ультразвукової та магнітної спектроскопії (1980)[3].
- Державна премія СРСР за цикл робіт «Розробка методу фотоелектронної спектроскопії та його застосування в науці та техніці» (1985).
- Премії НАНУ ім. М. П. Барабашова за цикл робіт «Фізико-хімічні особливості речовини з Місяця», в співавторстві з Володимиром Немошкаленком (1992)[4].

## Основні праці
- Немошкаленко В. В., Алешин В. Г. Теоретические основы рентгеновской эмиссионной спектроскопии. — Наукова думка. — Киев, 1974. — 384 с. — 2450 прим.
- Электронная спектроскопия кристаллов. К., 1976 (співавтор);
- Зарядовое состояние атомов германия в германидах переходных и редкоземельных металлов // Докл. АН УССР. 1976. № 8; Electron spectroscopy of crystals. New York; London, 1979 (співавтор);
- Влияние химической обработки на состав поверхности синтетических алмазов // СМ. 1985. № 3 (співавтор); Состав поверхности нитрида бора // Там само. 1985. № 5 (співавтор).